# Xenia multispiculata
Xenia multispiculata är en korallart som beskrevs av Kükenthal 1909. Xenia multispiculata ingår i släktet Xenia och familjen Xeniidae. Inga underarter finns listade i Catalogue of Life.